# Staryj Onochoj
Staryj Onochoj (ros. Старый Онохой) – wieś w Rosji, w Buriacji, w rejonie zaigrajewskim. W 2010 liczyła 862 mieszkańców.